# Teicha (Radibor)
Teicha, obersorbisch Hat, ist ein Teil des Dorfes Milkel im ostsächsischen Landkreis Bautzen mit 61 Einwohnern. Durch die Siedlung fließt die Kleine Spree. Sie liegt in der Oberlausitz und gehört zum offiziellen sorbischen Siedlungsgebiet in Sachsen.
Der sorbische Ortsname bedeutet schlicht „Teich“.

## Geographie
Teicha befindet sich etwa 14 Kilometer nördlich der Kreisstadt Bautzen am nordöstlichen Rande des Landkreises im Biosphärenreservat Oberlausitzer Heide- und Teichlandschaft. Der Ort liegt auf 136 Metern ü. NN. Teicha schließt sich direkt im Norden an Milkel an und befindet sich so zwischen diesem und den Fischteichen im Norden. Nördlich liegen die Orte Rauden und Mönau, in östlicher Richtung befindet sich Jetscheba und nach Radibor im Süden sind es neun Kilometer.

## Geschichte
Aus dem Jahr 1600 stammt die erste Erwähnung des Ortes als Standort eines Einzelgutes. Das Dorf gehörte spätestens seit diesem Jahr zum Rittergut Milkel. Nach der Niederlage von Napoleon und dem Wiener Kongress verlief die neue sächsisch-preußische Grenze nördlich des Ortes. Dadurch befanden sich mehrere Nachbarorte nun auf preußischem Staatsgebiet. Durch die Zollunion mit Preußen 1834 wurde die Situation entschärft, was dem Ort zugutekam. Mit der Eingemeindung von Milkel nach Radibor, die 1999 vollzogen wurde, wurde auch Teicha Ortsteil dieser Gemeinde.

## Bevölkerung
| Datum | Einwohner           |
| ----- | ------------------- |
| 1777  | 1 Gärtner 2 Häusler |
| 1834  | 74                  |
| 1871  | 93                  |
| 1890  | 78                  |
| 2010  | 65                  |

1890 hatte Teicha 78 Einwohner, etwa so viel wie 60 Jahre zuvor. Seither hat sich die Siedlung nicht wesentlich ausgedehnt. Bis Mitte des 20. Jahrhunderts wurde im Ort mehrheitlich Sorbisch gesprochen.

### Ortsnamenformen
| Datum | Ortsnamenformen |
| ----- | --------------- |
| 1600  | Teiche          |
| 1658  | Teicha          |
| 1692  | Teiche          |
| 1694  | Teichau         |
| 1732  | Teiche          |
| 1791  | Teicha          |